# 京都始末屋事件ファイル
『京都始末屋事件ファイル』（きようとしまつやじけんファイル）は、1999年7月1日から9月16日まで毎週木曜日20:00 - 20:54に、テレビ朝日系「木曜ミステリー」枠で放送された日本のテレビドラマ。

## 番組内容
京都西光山・会摩寺の住職をリーダーとした5人組「始末屋」が、チームプレーによる作戦で悪を“始末”する（法の裁きや社会的制裁を受けさせる）物語。
- 「始末屋」とは：全く別の仕事をしている5人（相沢、神谷、宮越、東出、野々村）が悪に虐げられ困っている人を助けるためのグループ。被害者からは実費以外の費用は取らないので無報酬。権力や資金があるバックはいない。
- 「始末屋」の存在は誰も知らない。寺の絵馬や願い事で困っていることを知った寺の住職・相沢がメンバーを集めて行動を開始、世間に始末屋の存在を知られることなく事件を解決する。
- メンバーはもともと4人。そこへ野々村が参加して5人になる。相沢は野々村がかつて捨てた家族（娘）であることを知ってしまうが、野々村にも教えず、自分だけの秘密にしている。

## キャスト

### 始末屋
相沢光介
演 - 古谷一行

野々村みずき
演 - 田中美里

神谷三太郎
演 - 風間トオル

宮越源蔵
演 - 渡辺哲

東出新
演 - 水橋研二

### その他
東出はる
演 - 正司照枝

町田遙子
演 - 久我陽子

### ゲスト
第1話「結婚詐欺に泣いた女! 始末屋とは?」
- 稲垣正平 - 黒田アーサー
- 西川（秘書） - 長江英和
- 米倉薫 - 阿知波悟美
- アテンド商事 社員 - 鶴田忍、小倉一郎、徳井優

第2話「狙われた女子大生・逆ストーカーの罠」
- 水野真弓 - 遊井亮子
- 吉村 - 松澤一之

第3話「愛しすぎた女・涙の叫び!」
- 衣笠加奈江 - 国生さゆり
- 兵藤総吉 - 升毅
- 兵藤悦子 - 寺田千穂
- 井上 - 春田純一

第4話「母さんを返せ! 医療ミス疑惑を暴け!」
- 野口勝彦 - 近藤芳正
- 野口太一 - 明石亮太朗
- 平野勢津子 - 濱田万葉
- 金巻（医師） - 鷲生功

第5話「木曜日の連続強奪事件! 涙のアリバイ」
- 柿沼由美 - 浜丘麻矢
- 柿沼明夫 - 田山涼成
- 佐伯啓彦 - 榊原利彦
- 前川 - 山田吾一

第6話「盗撮された女! カリスマ美容師の罠!!」
- 市村正之 - 倉田てつを
- 西条 - 六平直政
- 悠子 - 洪仁順

第7話「欲望の罠! カジノにハマった女!!」
- 谷口誠 - 岡田義徳
- 松野龍一 - 本田博太郎

第8話「保険金殺人疑惑! ワイドショーの罠!!」
- 村山慎吾 - 堤大二郎
- 村山かおり - 鮎ゆうき
- 永山乃梨子 - 深浦加奈子
- 木の実ナナ - 木の実ナナ（友情出演） 「土曜ワイド劇場」の混浴露天風呂連続殺人シリーズでの古谷との主演コンビ。

第9話「偽装殺人を暴け! 狙われた母子の秘密」
- 山崎裕司 - 石橋蓮司
- 田村恭子 - 山下容莉枝
- 田村洋 - 安達心平

最終話「涙の告白! 娘が託した最後の始末!!」
- 黒木（刑事） - 永島敏行
- 桜井（刑事） - 井田州彦
- 柴崎精一郎 - 若林豪

## スタッフ
- 脚本 -放送日程参照
- 音楽 - 藤野浩一
- 監督 - 放送日程参照
- 主題歌 - 大黒摩季「夢なら醒めてよ」
- プロデューサー - 小林由幸、菊地恭、白倉伸一郎
- 制作 - テレビ朝日、東映

## 放送日程
放送日はテレビ朝日。
| 各話   | 放送日        | サブタイトル                       | 脚本              | 監督     | 視聴率 |
| ------ | ------------- | ---------------------------------- | ----------------- | -------- | ------ |
| 第1話  | 1999年7月01日 | 結婚詐欺に泣いた女! 始末屋とは?    | 今井詔二 池田政之 | 一倉治雄 | 08.9%  |
| 第2話  | 1999年7月08日 | 狙われた女子大生・逆ストーカーの罠 | 尾崎将也          | 一倉治雄 | 10.1%  |
| 第3話  | 1999年7月15日 | 愛しすぎた女・涙の叫び!            | 今井詔二          | 辻野正人 | 08.2%  |
| 第4話  | 1999年7月22日 | 母さんを返せ! 医療ミス疑惑を暴け!  | 井上敏樹          | 辻野正人 | 09.2%  |
| 第5話  | 1999年7月29日 | 木曜日の連続強奪事件! 涙のアリバイ | 尾崎将也          | 一倉治雄 | 08.1%  |
| 第6話  | 1999年8月12日 | 盗撮された女! カリスマ美容師の罠!! | 今井詔二          | 一倉治雄 | 09.2%  |
| 第7話  | 1999年8月19日 | 欲望の罠! カジノにハマった女!!     | 酒井直行          | 石川一郎 | 08.9%  |
| 第8話  | 1999年8月26日 | 保険金殺人疑惑! ワイドショーの罠!! | 今井詔二          | 辻野正人 | 08.1%  |
| 第9話  | 1999年9月09日 | 偽装殺人を暴け! 狙われた母子の秘密 | 尾崎将也          | 一倉治雄 | 09.0%  |
| 最終話 | 1999年9月16日 | 涙の告白! 娘が託した最後の始末!!   | 今井詔二          | 一倉治雄 | 09.8%  |

## 再放送
2025年現在、初放映から25年あり、TV局は多数あります。この為全ての再放送を書くのは不可能なので、このページでは書かないものとします。

## 映像ソフト、動画配信サイト
2025年現在、なし。

## 前後番組
| テレビ朝日系列 木曜ミステリー                 | テレビ朝日系列 木曜ミステリー                     | テレビ朝日系列 木曜ミステリー                       |
| 前番組                                        | 番組名                                            | 次番組                                              |
| --------------------------------------------- | ------------------------------------------------- | --------------------------------------------------- |
| 舞妓さんは名探偵! （1999年4月15日 - 6月17日） | 京都始末屋事件ファイル （1999年7月1日 - 9月16日） | 科捜研の女（Season1） （1999年10月21日 - 12月16日） |